# Anisozyga innuba
Anisozyga innuba är en fjärilsart som beskrevs av W. Warren 1907. Anisozyga innuba ingår i släktet Anisozyga och familjen mätare. Inga underarter finns listade i Catalogue of Life.